# Quinto Sosio Seneción
Quinto Sosio Seneción  fue un político y militar romano que desarrolló su carrera entre finales del siglo I y comienzos del siglo II. Fue partidario del emperador Trajano y amigo de su sucesor, Adriano.

## Familia
Seneción fue miembro de la gens Sosia, tal vez una familia originaria de Asia Menor, aunque, ya que los apoyos para el origen oriental no son muy sólidos, tampoco debería excluirse del todo un origen bético al menos para la rama de los Sosii Prisci, nacida del matrimonio de la hija de este Quinto Sosio Senecio con Q. Pompeius Falco, cónsul sufecto en 108, de cuya pareja nacería en 118 Quinto Pompeyo Sosio Prisco', cónsul ordinario en 149. Seneción estuvo casado con Julia Frontina, hija del consular Sexto Julio Frontino, con quien tuvo una hija, Sosia Pola, casada con el también consular Quinto Pompeyo Falcón.

## Carrera pública
Nació entre los años 60 y 62. Siguió un cursus honorum propio de un miembro poco destacado del ordo senatorius. Fue quattuorvir viarum curandarum dentro del vigintivirato, tribuno militar, cuestor en Acaya, tribuno de la plebe y pretor. Si alcanzó este último cargo a la edad mínima, pudo desempeñarlo aproximadamente en 92-94. Tuvo el favor del emperador Domiciano, puesto que fue candidatus Caesaris a la pretura.
Es muy probable que comandase la Legio I Minervia en los críticos años entre el asesinato de Domiciano y la proclamación de Trajano. Su lealtad a este último, puesta de manifiesto por la gobernación de la Galia Bélgica, se vio recompensada con el consulado ordinario en el año 99. Tras el consulado, gobernó una provincia que, según el testimonio de Plinio el Joven, pudo haber sido Moesia Superior entre los años 100-103 y participó como legado legionario en las guerras dácicas de Trajano.
Obtuvo un segundo consulado ordinario en el año 107, junto con el tercero de Lucio Licinio Sura, otro gran amigo y protector de Trajano. Debió morir poco después. Trajano le recompensó con los ornamenta triumphalia y una estatua pública.
Una inscripción acéfala asignada a Seneción y sendas inscripciones de su yerno y nieto halladas próximas en el monte Celio sugieren que este pudo ser el sitio donde estaba la casa familiar.
Fue amigo del escritor griego Plutarco, quien le dedicó varias obras.